# Jason Lawson
Jason Love Lawson, (nacido el 2 de septiembre de 1974 en Filadelfia, Pensilvania) es un exjugador de baloncesto estadounidense. Con 2.11 de estatura, su puesto natural en la cancha era el de pívot. 

## Trayectoria
- Universidad de Villanova (1993-1997)
- Orlando Magic (1997-1998)
- Grand  Rapids Hoops (1998-2000)
- CB Sevilla (2000)
- ÉB Pau-Orthez (2000-2001)
- Grand Rapids Hoops (2001-2002)
- Panionios BC (2002)
- Entente Orléanaise 45 (2002-2003)
- Penn. ValleyDawgs (2003)
- Columbus Riverdr.s (2004)
- Halcones Rojos Veracruz (2005-2008)
- Al Wehdat Amman (2008)